# Transgene (entreprise)
Pour les articles homonymes, voir Transgène (homonymie).
Transgene est une entreprise biopharmaceutique française créée en 1979 dont le siège se situe à Illkirch-Graffenstaden en Alsace. Elle est spécialisée dans la conception et le développement d'immunothérapies pour le traitement de cancers. Basées sur des vecteurs viraux, ces thérapies exploitent les mécanismes de la réponse immunitaire pour permettre au patient de se défendre contre la maladie.
Pour la fabrication de ses vaccins, Transgene utilise des solutions dites "innovantes" : les vaccins thérapeutiques individualisés (à néoantigènes), les vaccins thérapeutiques à antigènes partagés et les virus oncolytiques. La société assure la recherche, les essais précliniques, la production des vaccins et les essais cliniques. Ses deux produits les plus avancés sont au stade des essais cliniques de phase II (juin 2024).
La société est cotée à la bourse de Paris, sur Euronext.

## Historique
Transgene a été créée en 1979 sous l'impulsion de deux biologistes, Pierre Chambon et Philippe Kourilsky. Robert Lattès, alors directeur de la prospective technologique à la banque Paribas, a été son président-fondateur jusqu'en 1985.
À la fin des années 1990, Transgene fait partie avec sa compatriote Genset des sociétés acquérant une forte capitalisation boursière, avant que celles-ci chutent avec la fin de la bulle internet.
Philippe Archinard dirige la société de 2005 à 2020 et investit massivement dans le vaccin thérapeutique contre le cancer à partir de 2016. Il quitte la société en 2020 pour diriger la recherche du groupe Mérieux, principal actionnaire de Transgene. Hedi Ben Brahim est nommé président-directeur général (PDG) de la société le 1er janvier 2021. Le docteur Alessandro Riva, Président du Conseil d’administration de Transgene depuis mai 2022, le remplace en tant que président-directeur général de Transgene le 1er juin 2023,.

## Produits
Les produits testés par le laboratoire sont divisés en 3 parties représentant autant de technologies et approches différentes :
1. Les vaccins thérapeutiques individualisés à néoantigènes dont le TG4050 est le candidat vaccin et le produit mis en avant par Transgene, issu de la plateforme myvac®. Cette immunothérapie utilise l'IA pour personnaliser chaque traitement et stimuler les réponses immunitaires. Ce traitement est développé avec le Japonais NEC pour le carcinome épidermoïde de la tête et du cou. Il est conçu sur mesure pour chaque patient, en utilisant les mutations génétiques propres à sa tumeur (aussi appelées néoantigènes). Utilisé en monothérapie adjuvante, il doit empêcher la récidive et prolonger la période de rémission après une chirurgie et un premier traitement adjuvant. En avril 2024, la direction annonce qu'il entre en Phase II d’essais cliniques[10]. En 2025, la société annonce 100 % de survie après 2 ans[11].
2. Les vaccins thérapeutiques à antigènes partagés : Le TG4001. Cette immunothérapie cible les cancers positifs au virus du papillome humain (HPV). Il est développé pour entraîner une réaction du système immunitaire contre les antigènes E6 et E7 du HPV16 (présents dans les cancers anogénitaux). En 2021, il entre en Phase II "randomisé"[12].
3. Les virus oncolytiques, issus de la plateforme Invir.IO® dont font partie le TG6050 et BT-001. Ces virus infectent et se multiplient spécifiquement, et provoquent la lyse des cellules tumorales (appelée aussi l’oncolyse). Ces virus sont également dotés d’armes anticancer intégrées à leur génome qui permet de moduler le microenvironnement tumoral. Ces différents mécanismes entraînent la destruction des cellules tumorales et l’activation du système immunitaire tout en préservant les cellules saines[13],[14].